# モルディブ国防軍
モルディブ国防軍（モルディブこくぼうぐん、ディベヒ語: ދިވެހިރާއްޖޭގެ ޤައުމީ ދިފާއީ ބާރު、英語: Maldives National Defence Force, MNDF）は、モルディブ共和国の軍隊。

## 歴史
モルディブ諸島に人々が住み始めた頃から軍隊が形作られていたことが、歴史的に証明されている。1573年には、ムハンマド・タクルファーヌ・アル＝アウザムに率いられた抵抗軍がポルトガルの占領軍を撃退した。しかし現代につながる近代軍の創設は、イギリス領モルディブ体制下の1892年のことであった。
1932年、最初の憲法が起草されて選挙君主制に移行するのとあわせて、軍政部門として平和・安全保障室（Office of Peace and Security）が設置された。そして1968年に共和制に移行するのとあわせて、軍政部門は公安省（Ministry of
Public Safety）に、そして5年後には司令部機構も国家保安隊本部（National Security Guard's Central Depot）に改称された。なお1940年代からは警察機能を兼任するようになっており、一部の要員が捜査室（Investigation Office）に配属されて警察任務にあたっていた。
1979年1月10日、部隊名はNSS（National Security Service）に改称された。1980年代の時点で、NSSはモルディブ政府が保有する唯一の実力組織であり、軍隊というよりは準軍事組織としての色彩が強かった。しかし1988年に発生した外患誘致事件は、近代モルディブにとって初体験の脅威であり、爾後、国家保安隊の軍隊としての性格を強めるため、全面的な増強改編が着手された。
2004年には国家保安隊から警察機能を切り離し、文民警察 (Maldives Police Service) が創設された。そして2006年4月21日、近代軍として114回目の創設記念日に、国家保安隊は国防軍（MNDF）と改称された。

## 編制
MNDFの主な軍種は下記の3つである。
- 沿岸警備隊 (Coast Guard)
- 海兵隊 (Marine Corps)
- 後方支援隊 (Service Corps)

軍令面では統合運用体制を採用しており、参謀長 (Chief of the Defence Force) の補佐のもとで、4個の地域別部隊が設置されている。また地域別部隊以外の戦略級部隊として特殊部隊 (Special Forces) と工兵部隊 (Corps of Engineers) があり、特殊部隊は最高司令官の、また工兵部隊は参謀長の、それぞれ直轄指揮下にある。

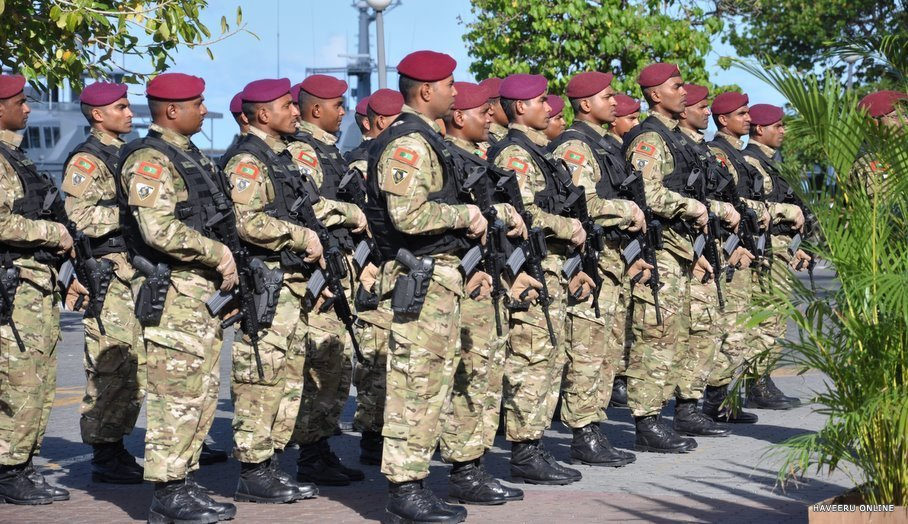
モルディブ特殊部隊員
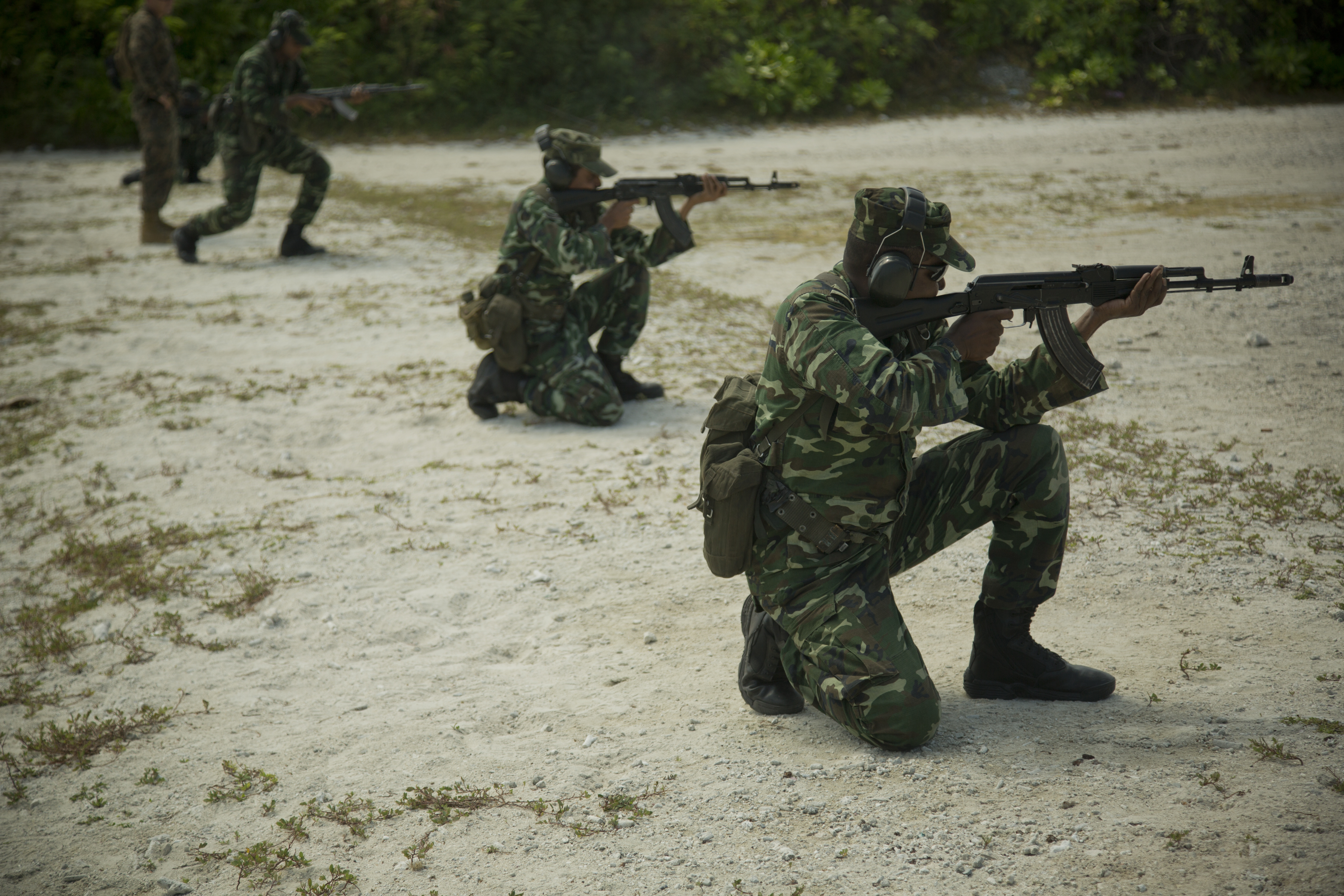
AK自動小銃を射撃するモルディブ海兵隊員

## 沿岸警備隊

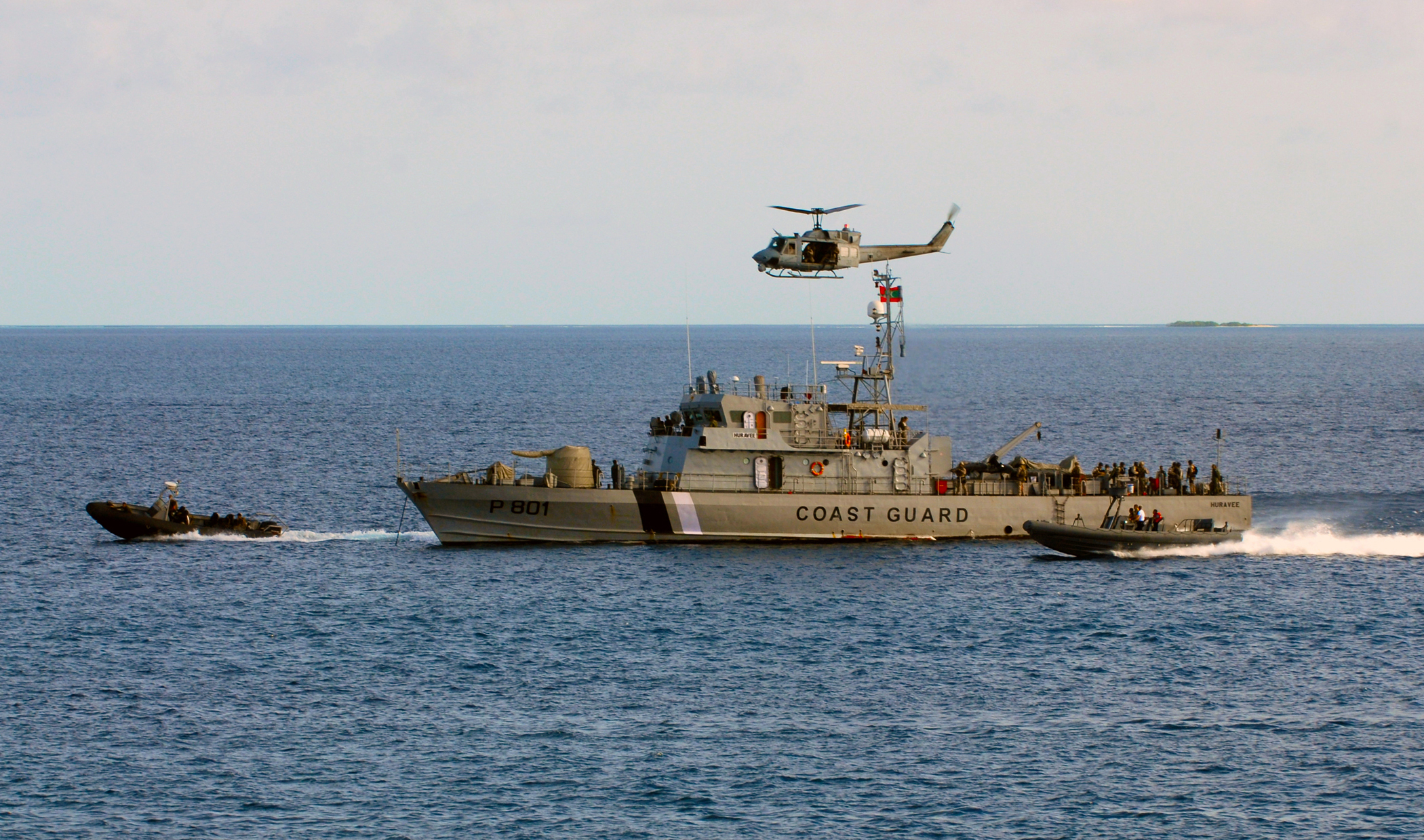
哨戒艇「フラヴィ」

モルディブのような海洋国家にとって海洋保安は重要な関心事であり、MNDFにおいてこれを所掌するのが沿岸警備隊 (Maldivian Coast Guard) である。1976年、ガン島に所在していたイギリス空軍基地 (RAF Gan) から、21メートル級標的曳航艇1隻、19メートル級港内艇1隻、上陸用舟艇4隻の譲渡を受けて、近代海軍として発足した。
その後も、沿岸警備隊の運用舟艇は、最大で25メートル級程度の小型艇に限られてきた。しかし2004年のスマトラ島沖地震による津波はモルディブにとっても大きな衝撃となり、これに関連して、沿岸警備隊が外洋で救難活動を展開する能力が欠如していることが問題となった。2006年4月、インド海軍は満載排水量260トン・全長46メートルのトリンカット級哨戒艇1隻を供与し、これは「フラヴィ」として就役した。またこれと並行して、スリランカのコロンボ造船所 (Colombo Dockyard) に発注して35メートル級哨戒艇1隻が建造され、2008年に「シャヒード・アリ」として就役した。2025年8月には、トルコから贈与された元トルコ海軍ドアン級ミサイル艇「ヴォルカン」を「ダルマバンシャ」として再就役させた。